# TVP Info
TVP Info — польский информационный телеканал, заменивший TVP3, который несколькими годами позже был восстановлен в качестве нового отдельного канала. Владельцем является польский общественный вещатель TVP. Штаб-квартира расположена в Варшаве.

## Региональные версии
До 2013 года на телеканале транслировались программы региональных отделений польского телевидения
- TVP Белосток
- TVP Быдгощ
- TVP Гданьск
- TVP Гожув-Велькопольский
- TVP Катовице
- TVP Кельце
- TVP Краков
- TVP Люблин
- TVP Лодзь
- TVP Ольштын
- TVP Ополе
- TVP Познань
- TVP Жешув
- TVP Щецин
- TVP Варшава
- TVP Вроцлав

## Вещание
TVP Info доступен для просмотра через наземное телевидение и кабельные сети. Через спутниковые платформы распространяется сигнал Варшавской версии. Основным спутником служит Hotbird 13C со следующими параметрами:
- орбитальная позиция 13° E
- транспондер 15
- частота 11488 МГц
- система кодирования MPEG-2
- FEC 5/6
- символьная скорость 27500
- поляризация горизонтальная
- FTA